# Mirko Bogović
Mirko Bogović (Varaždin, 2 febbraio 1816 – Zagabria, 4 maggio 1893) è stato uno scrittore e politico croato, il più importante scrittore croato intorno alla metà del XIX secolo.

## Biografia

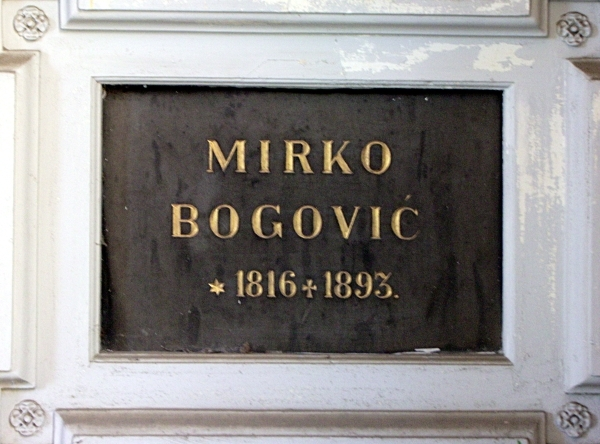
La tomba di Mirko Bogović al Mirogoj di Zagabria

Mirko Bogović studiò filosofia a Szombathely e a Zagabria, ma completò la scuola cadetta a Petrovaradin. Per qualche tempo svolse il servizio militare a Osijek, dopo di che ultimò gli studi in legge a Zagabria.
Lavorò come avvocato e partecipò alla vita politica, evidenziando contrarietà nei riguardi dell'Austria, al punto da desiderare un'unione con l'Ungheria, attirandosi così le critiche degli amici della sua giovinezza.
Sebbene in gioventù fosse un grande sostenitore dell'illirico, in seguito divenne aderente al partito unionista (madzarono). Nel campo politico ebbe la carica di grande prefetto della contea di Zagabria.
Si mise già in evidenza con le sue liriche, raccolte in Violette (Ljubice, 1844); Perpetuini e stuzzichelli (Smilje i kovilje, 1847); Voci della patria (Domorodni glasi, 1848); Viti selvatiche (Vinjage, 1861-1878); Immagini e occasioni (Slike i prilike, 1878); Frecce (Strjelice, 1878); così come con le sue novelle, intitolate Novelle (Pripoviesti, 1859).
Ancora più significativi, nella sua fertile produzione letteraria e pubblicistica, risultarono i drammi storici Frankopan (1856), con il quale ricordò eventi della guerra civile croata nel XVI secolo, alludendo, contemporaneamente alle problematiche attuali; Stefano, ultimo re della Bosnia (Stjepan, posljednji kralj, 1857), ispirato dai personaggi shakespeariani; Matija Gubec (1859), basato sulle vicende di un ribelle croato del XVI secolo.
In queste opere, nonostante la vicinanza al gusto romantico per le forme spettacolari e vistose, si dimostrò capace di esprimere le passioni del tempo, specialmente quelle degli illiristi.

## Opere

### Poesie
- Violette (Ljubice, 1844);
- Perpetuini e stuzzichelli (Smilje i kovilje, 1847);
- Voci della patria (Domorodni glasi, 1848);
- Viti selvatiche (Vinjage, 1861-1878);
- Immagini e occasioni (Slike i prilike, 1878);
- Frecce (Strjelice, 1878).

### Novelle
- Novelle (Pripoviesti, 1859).

### Teatro
- Frankopan (1856);
- Stefano, ultimo re della Bosnia (Stjepan, posljednji kralj, 1857);
- Matija Gubec (1859).